# Municipio de Lake Hanska
El municipio de Lake Hanska (en inglés: Lake Hanska Township) es un municipio ubicado en el condado de Brown en el estado estadounidense de Minnesota. En el año 2010 tenía una población de 339 habitantes y una densidad poblacional de 3,38 personas por km².

## Geografía
El municipio de Lake Hanska se encuentra ubicado en las coordenadas 44°10′3″N 94°33′1″O / 44.16750, -94.55028. Según la Oficina del Censo de los Estados Unidos, el municipio tiene una superficie total de 100.36 km², de la cual 95,15 km² corresponden a tierra firme y (5,2 %) 5,22 km² es agua.

## Demografía
Según el censo de 2010, había 339 personas residiendo en el municipio de Lake Hanska. La densidad de población era de 3,38 hab./km². De los 339 habitantes, el municipio de Lake Hanska estaba compuesto por el 98,53 % blancos, el 0,29 % eran afroamericanos, el 0,88 % eran asiáticos, el 0,29 % eran de otras razas. Del total de la población el 0,59 % eran hispanos o latinos de cualquier raza.